# Chereno Maiyo
Chereno Vivian Maiyo (ur. 2 marca 1954) – kenijska lekkoatletka, olimpijka.
Reprezentowała Kenię w biegach na 800 i 1500 metrów na Letnich Igrzyskach Olimpijskich 1972, które odbyły się w Monachium.

## Życie prywatne
Jest żoną Amosa Biwotta, złotego medalisty olimpijskiego.